# Rhipicephalus microplus
Rhipicephalus microplus är en fästingart som beskrevs av Giovanni Canestrini 1888. Rhipicephalus microplus ingår i släktet Rhipicephalus och familjen hårda fästingar. Inga underarter finns listade i Catalogue of Life.